# Поршневой двигатель с искровым зажиганием

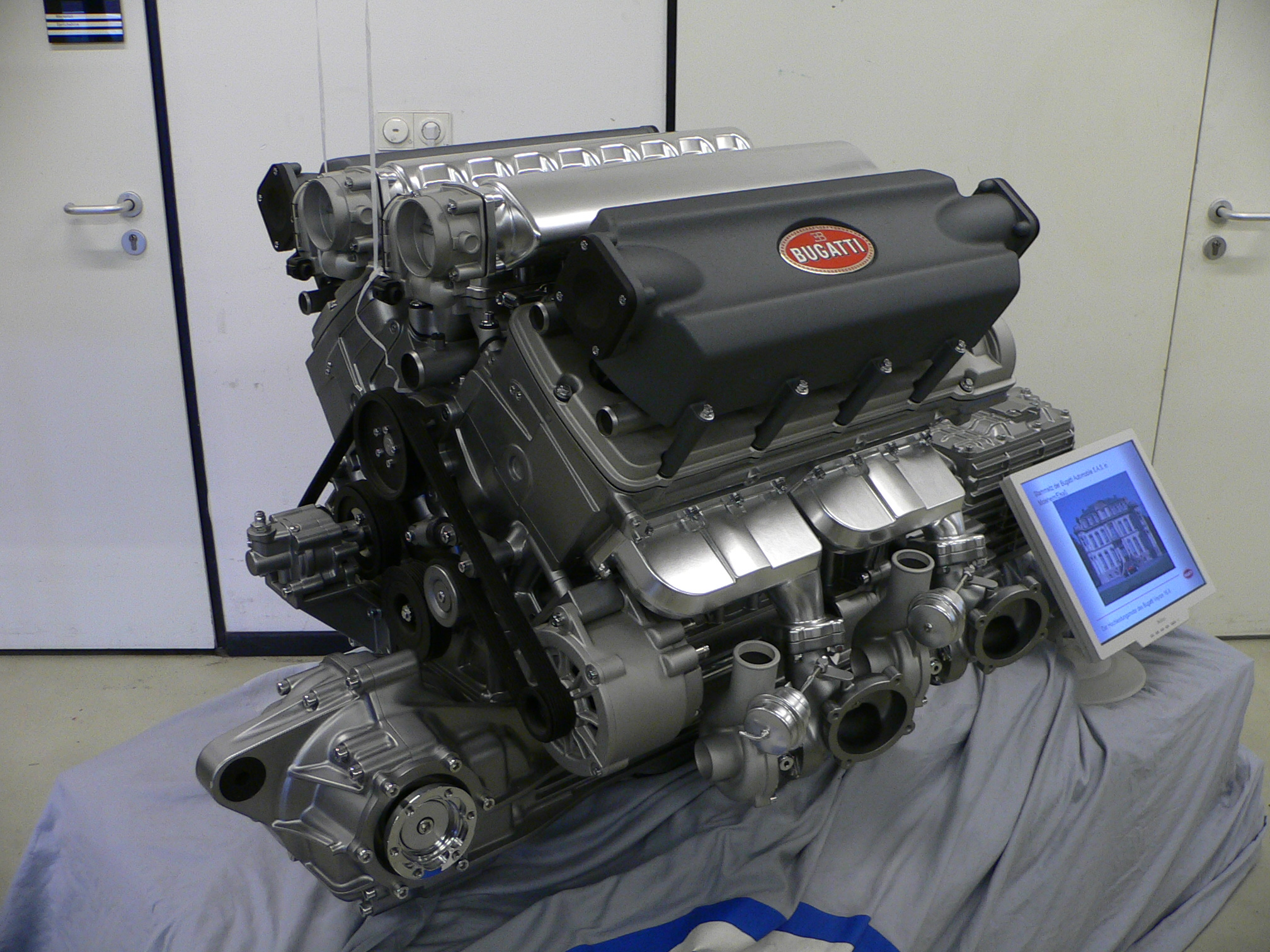
Бензиновый двигатель W16 Bugatti Veyron

Поршневой двигатель с искровым зажиганием — один из двух основных типов поршневого двигателя внутреннего сгорания, в цилиндрах которых предварительно сжатая топливовоздушная смесь поджигается электрической искрой. Управление мощностью в данном типе двигателей производится, как правило, регулированием потока воздуха посредством дроссельной заслонки.
Одним из видов дросселя является карбюраторная дроссельная заслонка, регулирующая поступление горючей смеси в цилиндры двигателя внутреннего сгорания. Рабочий орган представляет собой пластину, закрепленную на вращающейся оси, помещённую в трубу, в которой протекает регулируемая среда. В автомобилях управление дросселем производится с места водителя ножной педалью. В современных автомобилях нет прямой механической связи между педалью акселератора и дроссельной заслонкой. Заслонка поворачивается с помощью электродвигателя, управляемого электронным блоком управления (ЭБУ). В педальном блоке находится потенциометр, изменяющий своё сопротивление в зависимости от положения педали. Данный вид двигателей работает по циклу Отто.

## История
Исторически первый двигатель с искровым зажиганием, как и серийно производимый двигатель внутреннего сгорания вообще - двигатель Ленуара, запатентованный в 1860 году. Двигатель имел двухсторонний поршень, крейцкопфный кривошипно-шатунный механизм, и газораспределительный механизм, очень похожий на устройство золотника в паровой машине. Соответственно, свечи зажигания двигателя находились с двух сторон от поршня, а двигатель работал на смеси воздуха и светильного газа.
Первый практический бензиновый двигатель был построен в 1876 году в Германии Николаусом Отто, хотя ранее были попытки Этьена Ленуара, Зигфрида Маркуса, Юлиуса Хока и Джорджа Брайтона.

## Классификация бензиновых двигателей
- По способу смесеобразования — карбюраторные и инжекторные;
- По способу осуществления рабочего цикла — четырёхтактные и двухтактные. Двухтактные двигатели обладают большей мощностью на единицу объёма, однако меньшим КПД. Поэтому двухтактные двигатели применяются там, где очень важны небольшие размеры, но относительно неважна топливная экономичность, например, на мотоциклах, небольших лодочных моторах, бензопилах и моторизированных инструментах, вроде виброплит, воздуходувок, газонокосилок, мотопомп, путевых шуруповёртов. Четырёхтактные же двигатели устанавливаются на абсолютное большинство остальных транспортных средств. Следует заметить, что дизели также могут быть четырёхтактными или двухтактными; двухтактные дизели лишены многих недостатков бензиновых двухтактных двигателей, однако применяются в основном на больших судах (реже на тепловозах и грузовиках).;,
- По числу цилиндров — одноцилиндровые, двухцилиндровые и многоцилиндровые (3, 4, 5, 6 и 8);
- По расположению цилиндров — с вертикальным или наклонным расположением цилиндров в один ряд (т. н. «рядный» двигатель), V-образные с расположением цилиндров под углом (при расположении цилиндров под углом 180 двигатель называется двигателем с противолежащими цилиндрами, или оппозитным),W-образные, использующие 4 ряда цилиндров, расположенных под углом с 1 коленвалом (у V-образного двигателя 2 ряда цилиндров), звездообразные;
- По способу охлаждения — с жидкостным или воздушным охлаждением;
- По типу смазки смешанный тип (масло смешивается с топливной смесью) и раздельный тип (масло находится в картере)
- По виду применяемого топлива — бензиновые и многотопливные [1];
- По степени сжатия— двигатели высокого (E=12…18) и низкого (E=4…9) сжатия;
- По способу наполнения цилиндра свежим зарядом: двигатели без наддува (атмосферные), у которых впуск воздуха или горючей смеси осуществляется за счет разрежения в цилиндре при всасывающем ходе поршня; двигатели с наддувом, у которых впуск воздуха или горючей смеси в рабочий цилиндр происходит под давлением, создаваемым турбокомпрессором, с целью увеличения заряда воздуха и получения повышенной мощности и КПД двигателя;
- По частоте вращения: тихоходные, повышенной частоты вращения, быстроходные;
- По назначению различают двигатели стационарные, автотракторные, судовые, тепловозные, авиационные и др.
- Практически не употребляемые виды моторов — роторно-поршневые Ванкеля (производились только фирмами NSU (Западная Германия), Mazda (Япония) и ВАЗ (СССР/Россия)), с внешним сгоранием Стирлинга и т. д..

См. также: Классификация автотракторных двигателей Архивная копия от 1 января 2013 на Wayback Machine

## Рабочий цикл бензинового двигателя

### Рабочий цикл четырёхтактного двигателя
Как следует из названия, рабочий цикл четырёхтактного двигателя состоит из четырёх основных этапов — тактов.
1. Впуск. Поршень опускается из верхней мёртвой точки (ВМТ) в нижнюю мёртвую точку (НМТ). При этом кулачки распредвала открывают впускной клапан, и через этот клапан в цилиндр засасывается свежая топливно-воздушная смесь.
2. Сжатие. Это квазиадиабатический процесс, работа совершается над топливовоздушной смесью за счёт инертности жёстко посаженного на валу двигателя маховика. Поршень идёт из НМТ в ВМТ, сжимая рабочую смесь. При этом значительно возрастает температура смеси, однако, из-за наличия охлаждения стенок и наличия диссипативных сил (трение поршневых колец о стенки цилиндра) данный процесс нежелательно считать идеальной адиабатой, однако, поскольку это быстропротекающий процесс, показатель политропы для данного процесса близок к показателю адиабаты, если не учитывать трение. Отношение рабочего объёма цилиндра в НМТ и объёма камеры сгорания в ВМТ называется степень сжатия. Степень сжатия — очень важный параметр, обычно, чем она больше, тем больше топливная экономичность двигателя. Однако для двигателя с большей степенью сжатия требуется топливо с бо́льшим октановым числом, которое дороже.
3. Сгорание (изохорный процесс) и расширение (рабочий ход поршня — квазиадиабатический процесс, при котором топливовоздушная смесь совершает работу). Незадолго до конца цикла сжатия топливовоздушная смесь поджигается искрой от свечи зажигания. Топливо взрывообразно сгорает при высокой температуре, этот процесс быстропротекающий, и может считаться изохорным, поскольку время, за которое он совершится, настолько мало (для низкооборотистых двигателей), что поршень сдвинется с ВМТ на очень малое расстояние, и изменение объёма будет пренебрежимо малым. Степень «недоворота» коленчатого вала двигателя до ВМТ при поджигании смеси называется углом опережения зажигания. Опережение зажигания необходимо для того, чтобы основная масса бензовоздушной смеси успела воспламениться к моменту, когда поршень будет находиться в ВМТ (процесс воспламенения является медленным процессом относительно скорости работы поршневых систем современных двигателей). При этом использование энергии сгоревшего топлива будет максимальным. Сгорание топлива занимает практически фиксированное время, поэтому для повышения эффективности двигателя нужно увеличивать угол опережения зажигания при повышении оборотов. В старых двигателях эта регулировка производилась механическим устройством, центробежным и вакуумным регуляторами, воздействующими на прерыватель (оба этих механизма встроены в прерыватель-распределитель, также называемым трамблёром). В более современных двигателях для регулировки угла опережения зажигания используют электронный блок управления («мозги» на автомобильном жаргоне). В этом случае используется датчик положения коленчатого вала, работающий обычно по индуктивному принципу.
4. Выпуск. После НМТ рабочего цикла открывается выпускной клапан, и движущийся вверх поршень вытесняет отработанные газы из цилиндра двигателя. При достижении поршнем ВМТ выпускной клапан закрывается, и цикл начинается сначала.
Необходимо также помнить, что следующий процесс (например, впуск), необязательно должен начинаться в тот момент, когда закончится предыдущий (например, выпуск). Такое положение, когда открыты сразу оба клапана (впускной и выпускной), называется перекрытием клапанов. Перекрытие клапанов необходимо для лучшего наполнения цилиндров горючей смесью, а также для лучшей очистки цилиндров от отработанных газов. Перекрытие клапанов реализуется и для дизельных двигателей, особенно эффективно оно для двигателей с турбонаддувом.

### Рабочий цикл двухтактного двигателя
В двухтактном двигателе рабочий цикл полностью происходит в течение одного оборота коленчатого вала. При этом от цикла четырёхтактного двигателя остаётся только сжатие и расширение. Впуск и выпуск заменяются продувкой цилиндра вблизи нижней мёртвой точки поршня, при которой свежая рабочая смесь вытесняет отработанные газы из цилиндра.
Более подробно цикл двигателя устроен следующим образом: когда поршень идёт вверх, происходит сжатие рабочей смеси в цилиндре. Одновременно, движущийся вверх поршень создаёт разрежение в кривошипной камере. Под действием этого разрежения открывается клапан впускного коллектора и свежая порция топливовоздушной смеси (как правило, с добавкой масла) засасывается в кривошипную камеру. При движении поршня вниз давление в кривошипной камере повышается и клапан закрывается. Поджиг, сгорание и расширение рабочей смеси происходят так же, как и в четырёхтактном двигателе. Однако, при движении поршня вниз, примерно за 60° до НМТ открывается выпускное окно (в смысле, поршень перестаёт перекрывать выпускное окно). Выхлопные газы (имеющие ещё большое давление) устремляются через это окно в выпускной коллектор. Через некоторое время поршень открывает также впускное окно, расположенное со стороны впускного коллектора. Свежая смесь, выталкиваемая из кривошипной камеры идущим вниз поршнем, попадает в рабочий объём цилиндра и окончательно вытесняет из него отработавшие газы. При этом часть рабочей смеси может выбрасываться в выпускной коллектор. При движении поршня вверх свежая
порция рабочей смеси засасывается в кривошипную камеру.
Можно заметить, что двухтактный двигатель при том же объёме цилиндра, должен иметь почти в два раза большую мощность. Однако, полностью это преимущество не реализуется, из-за недостаточной эффективности продувки по сравнению с нормальным впуском и выпуском. Мощность двухтактного двигателя того же литража, что и четырёхтактный больше в 1,5 — 1,8 раза.
Важное преимущество двухтактных двигателей — отсутствие громоздкой системы клапанов и распределительного вала.
Цикл бензинового двигателя можно приблизить к идеальному циклу Отто, однако эта модель, использующая идеальный газ (а таких газов в природе не существует) в качестве рабочего тела и состоящая только из обратимых процессов (которых тоже не бывает), приближающая процессы сжатия и рабочего хода к изоэнтропическим, не позволит с большой точностью описать работу двигателя и найти его КПД, а также точно вычислить среднеинтегральные температуры (теплота, поделённая на изменение энтропии в процессе, формула верна для обратимых процессов, для необратимых процессов это тождество не соблюдается) в каждом процессе и сравнить термодинамический КПД двигателя с КПД цикла Карно. В реальном цикле двигателя стоит учитывать то, что процессы сжатия и расширения не адиабатические, и что все процессы являются необратимыми (учитывать работу силы трения)

## Преимущества 4-тактных двигателей
- Больший ресурс.
- Бо́льшая экономичность.
- Более чистый выхлоп.
- Не требуется сложная выхлопная система.
- Меньший шум.
- Не требуется добавление масла к топливу.

## Преимущества двухтактных двигателей
- Отсутствие громоздких систем смазки и газораспределения.
- Бо́льшая мощность в пересчёте на единицу рабочего объёма.
- Проще и дешевле в изготовлении.
- Проще в ремонте.
- Меньшие габариты

## Карбюраторные и инжекторные двигатели
В карбюраторных двигателях процесс приготовления горючей смеси происходит в карбюраторе — специальном устройстве, в котором топливо смешивается с потоком воздуха за счёт аэродинамических сил, вызываемых энергией потока воздуха, засасываемого двигателем.
В инжекторных двигателях впрыск топлива в воздушный поток осуществляют специальные форсунки, к которым топливо подаётся под давлением, а дозирование осуществляется электронным блоком управления — подачей импульса тока, открывающим форсунку или же, в более старых двигателях, специальной механической системой.
Переход от классических карбюраторных двигателей к инжекторам произошёл в основном из-за возрастания требований к чистоте выхлопа (выпускных газов), и установке современных нейтрализаторов выхлопных газов (каталитических конвертеров или просто катализаторов). Именно система впрыска топлива, контролируемая программой блока управления, способна обеспечить постоянство состава выхлопных газов, идущих в катализатор. Постоянство же состава необходимо для нормальной работы катализатора, так как современный катализатор способен работать лишь в узком диапазоне данного состава, и требует строго определённого содержания кислорода. Именно поэтому в тех системах управления, где установлен катализатор, обязательным элементом является лямбда-зонд, он же кислородный датчик. Благодаря лямбда-зонду система управления, постоянно анализируя содержание кислорода в выхлопных газах, поддерживает точное соотношение кислорода, недоокисленных продуктов сгорания топлива, и оксидов азота, которое способен обезвредить катализатор. Дело в том, что современный катализатор вынужден не только окислять не полностью сгоревшие в двигателе остатки углеводородов и угарный газ, но и восстанавливать оксиды азота, а это — процесс, идущий совершенно в другом (с точки зрения химии) направлении. Желательно также ещё раз окислять окончательно весь поток газов. Это возможно лишь в пределах так называемого «каталитического окна», то есть узкого диапазона соотношения топлива и воздуха, когда катализатор способен выполнить свои функции. Соотношение топлива и воздуха в данном случае составляет примерно 1:14,7 по весу (зависит также от соотношения С к Н в бензине), и удерживается в коридоре приблизительно плюс-минус 5 %. Так как одной из труднейших задач является удержание нормативов по оксидам азота, дополнительно необходимо снижать интенсивность их синтеза в камере сгорания. Делается это в основном снижением температуры процесса горения с помощью добавления определённого количества выхлопных газов в камеру сгорания на некоторых критичных режимах (система рециркуляции выхлопных газов).

## Основные вспомогательные системы бензинового двигателя

### Системы, специфические для бензиновых двигателей
- Система зажигания — обеспечивает поджиг топлива в нужный момент. Она может быть контактной, бесконтактной или микропроцессорной. Контактная система включает в себя: прерыватель-распределитель, катушку, выключатель зажигания, свечи. Бесконтактная система включает то же самое оборудование, только вместо прерывателя стоит датчик Холла или индукционный датчик. Микропроцессорная система зажигания управляется специальным блоком-компьютером, она включает в себя датчик положения коленвала, блок управления зажиганием, коммутатор, катушки, свечи, датчик температуры двигателя. У инжекторного двигателя к этой системе добавляются датчик положения дроссельной заслонки и датчик массового расхода воздуха.
- Система приготовления топливовоздушной смеси — карбюратор или же инжекторная система.

## Некоторые особенности современных бензиновых двигателей
- Для повышения надёжности работы используется индивидуальная катушка зажигания для каждой свечи.
- Используется по 2 впускных и 2 выпускных клапана на цилиндр вместо одного впускного и одного выпускного. Это позволяет увеличить суммарную площадь отверстий клапанов в головке цилиндра; кроме того, при 4 клапанах на цилиндр каждый отдельный клапан получается более лёгким, что ускоряет закрывание клапанов под действием пружин — это может быть критичным на больших оборотах двигателя. Также 4 клапана на цилиндр позволяют разместить свечу зажигания в центре головки, а не сбоку.
- Для управления дроссельной заслонкой используется электропривод, а не тросик педали акселератора.

### Системы, общие для большинства типов двигателей
- Система охлаждения
- Система выпуска отработанных газов. Включает выпускной коллектор, каталитический конвертер (на современных машинах), и глушитель.
- Система смазки — бывает с отдельным маслобаком (авиация) и без него (почти все современные автомобили; масло заливается в маслозаливную горловину на клапанной крышке двигателя).
- Система запуска двигателя. Для приготовления двигателя к работе необходимо произвести хотя бы один оборот коленчатого вала, для того, чтобы в одном из цилиндров произошли такты впуска и сжатия. Для запуска четырёхтактного двигателя обычно применяется специальный электромотор — стартер, работающий от аккумулятора. Для запуска маломощных двухтактных бензиновых двигателей можно применять мускульную силу человека, например так работает кикстартер в мотоцикле.